# Zifeng Tower
La Zifeng Tower (Greenland Square Zifeng Tower), conocida anteriormente como Nanjing Greenland Financial Center, es un rascacielos de 450 metros ubicado en Nankín (Nanjing en Pinyin), China. Su construcción concluyó oficialmente el 18 de diciembre de 2010. El edificio ofrece espacio para oficinas y venta al por menor en la parte inferior, restaurantes y un observatorio público en la parte superior, que está coronada con una aguja.
La torre de uso mixto se convirtió en el segundo edificio más alto de China y el quinto edificio más alto del mundo cuando se finalizó su estructura en 2008. Una plataforma de observación en el piso 72, a 272 metros sobre el suelo, ofrece una libre vista panorámica de Nankín y del cercano río Yangtsé.
Strabala Marshall y Adrian Smith, que también trabajaron juntos para diseñar el Burj Khalifa, diseñaron el prototipo ganador para el edificio Centro Financiero Greenland Nanjing. El diseño se hizo a cargo de Gordon Gill, bajo la dirección de Adrian Smith en todo el período posterior a la competición de diseño del complejo de edificios. El complejo fue diseñado, mientras los arquitectos trabajaban en Skidmore, Owings y Merrill.

## Galería

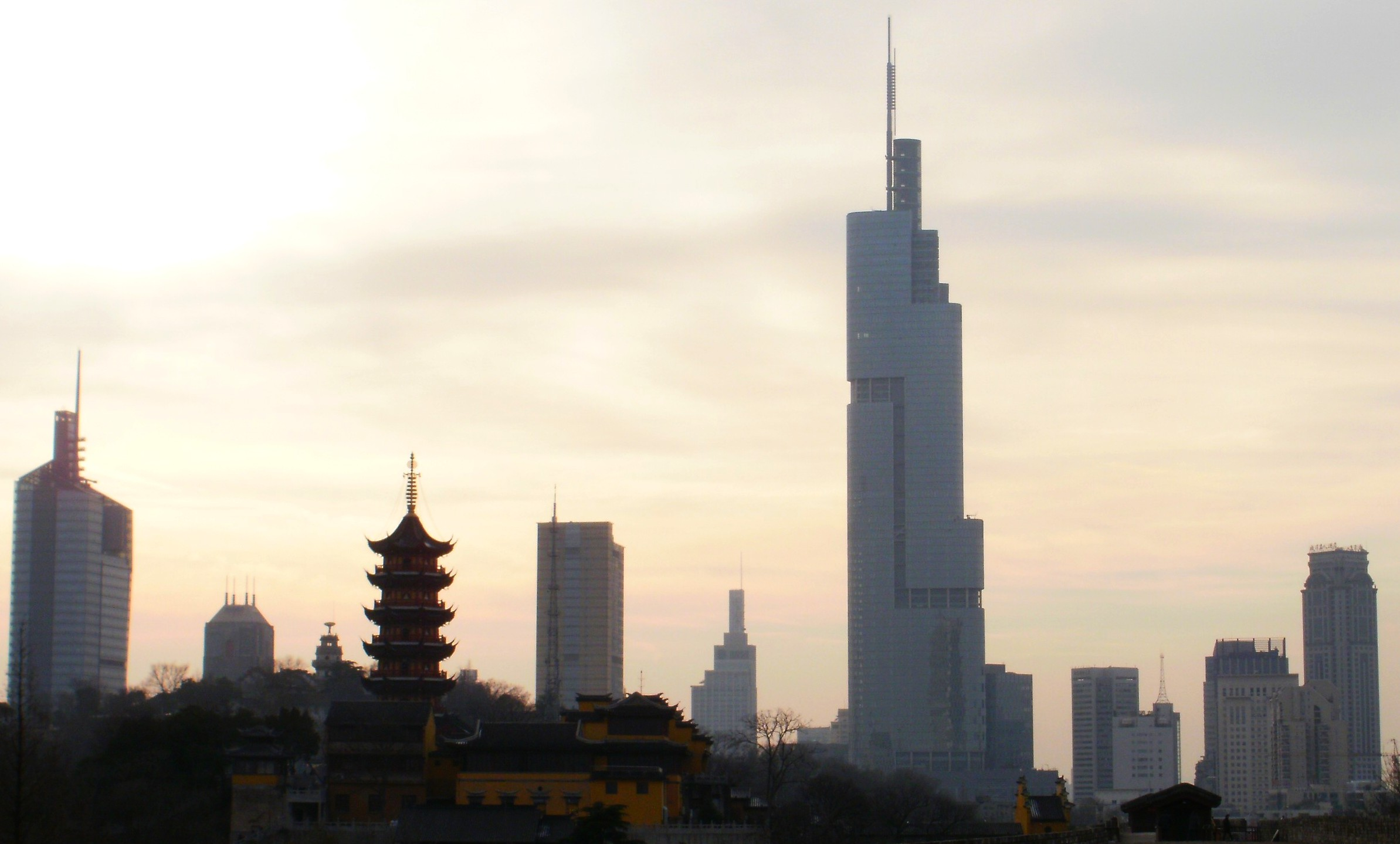
Panorama de Nankín en 2010.
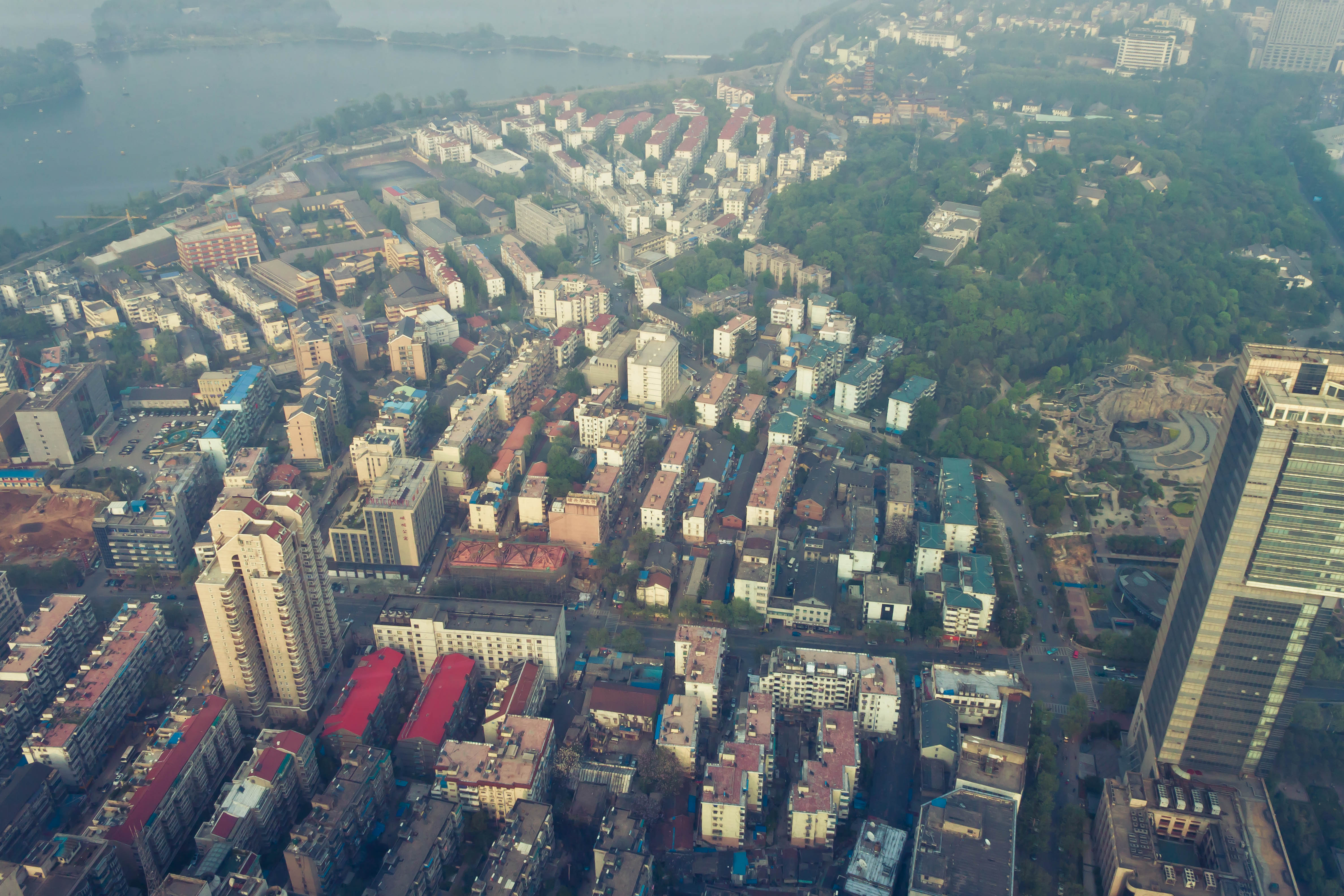
Vista desde la plataforma de observación.
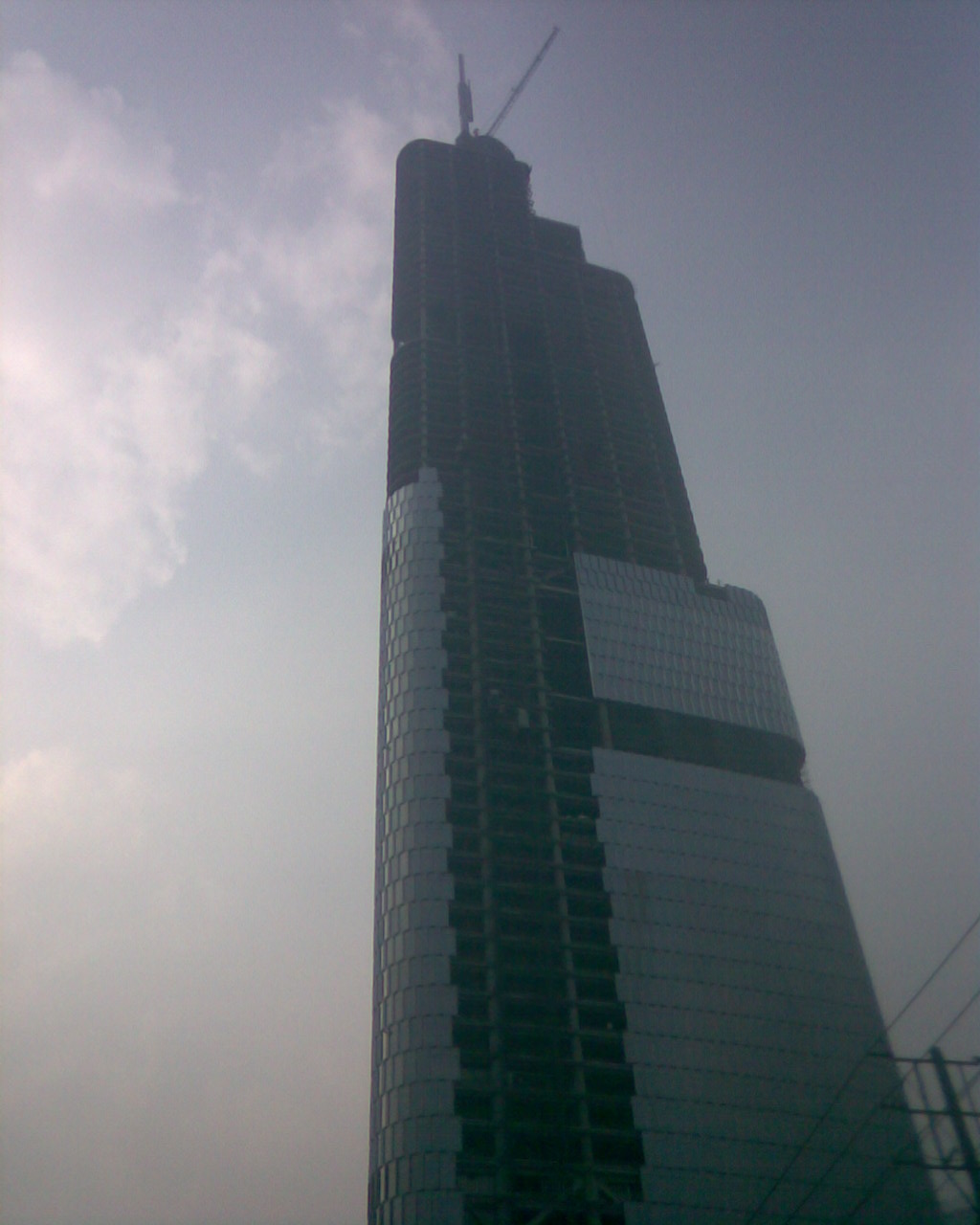
Octubre de 2008.
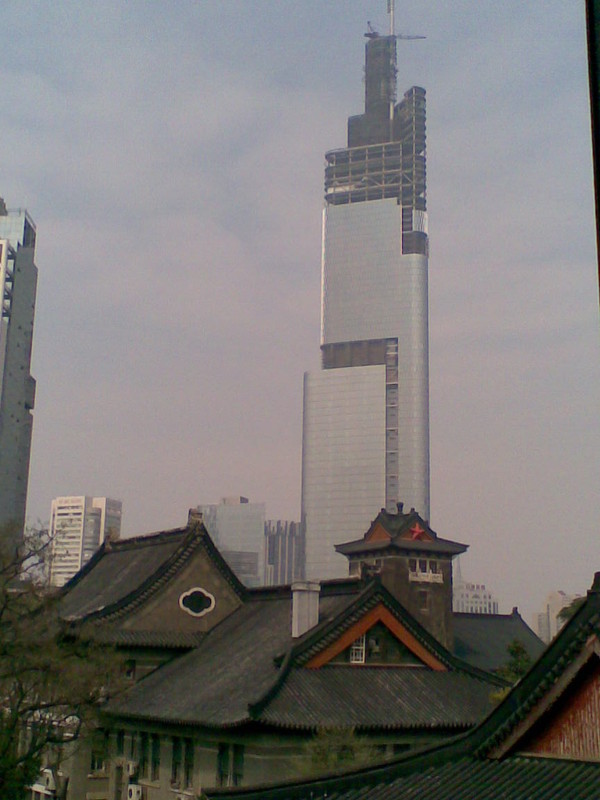
Abril de 2009.
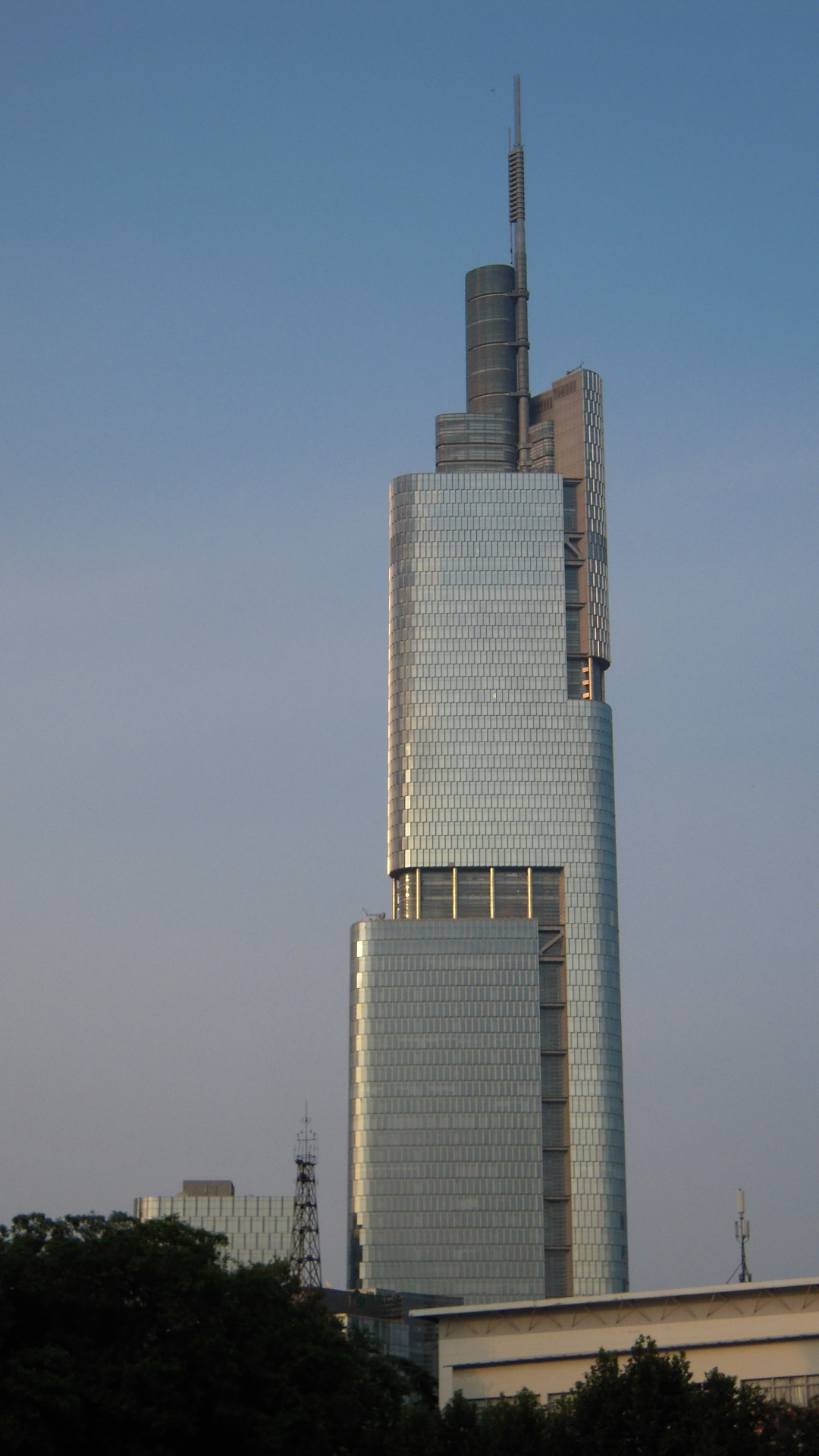
Julio de 2009.